# سالفاتور إليا
سالفاتور إليا (بالإيطالية: Salvatore Elia)‏ (من مواليد 30 يونيو 1999) هو لاعب كرة قدم إيطالي محترف يلعب كمهاجم لنادي بينيفينتو، على سبيل الإعارة من أتالانتا.